# Ciclismo nos Jogos Olímpicos de Verão de 2016 - Velocidade por equipes masculino

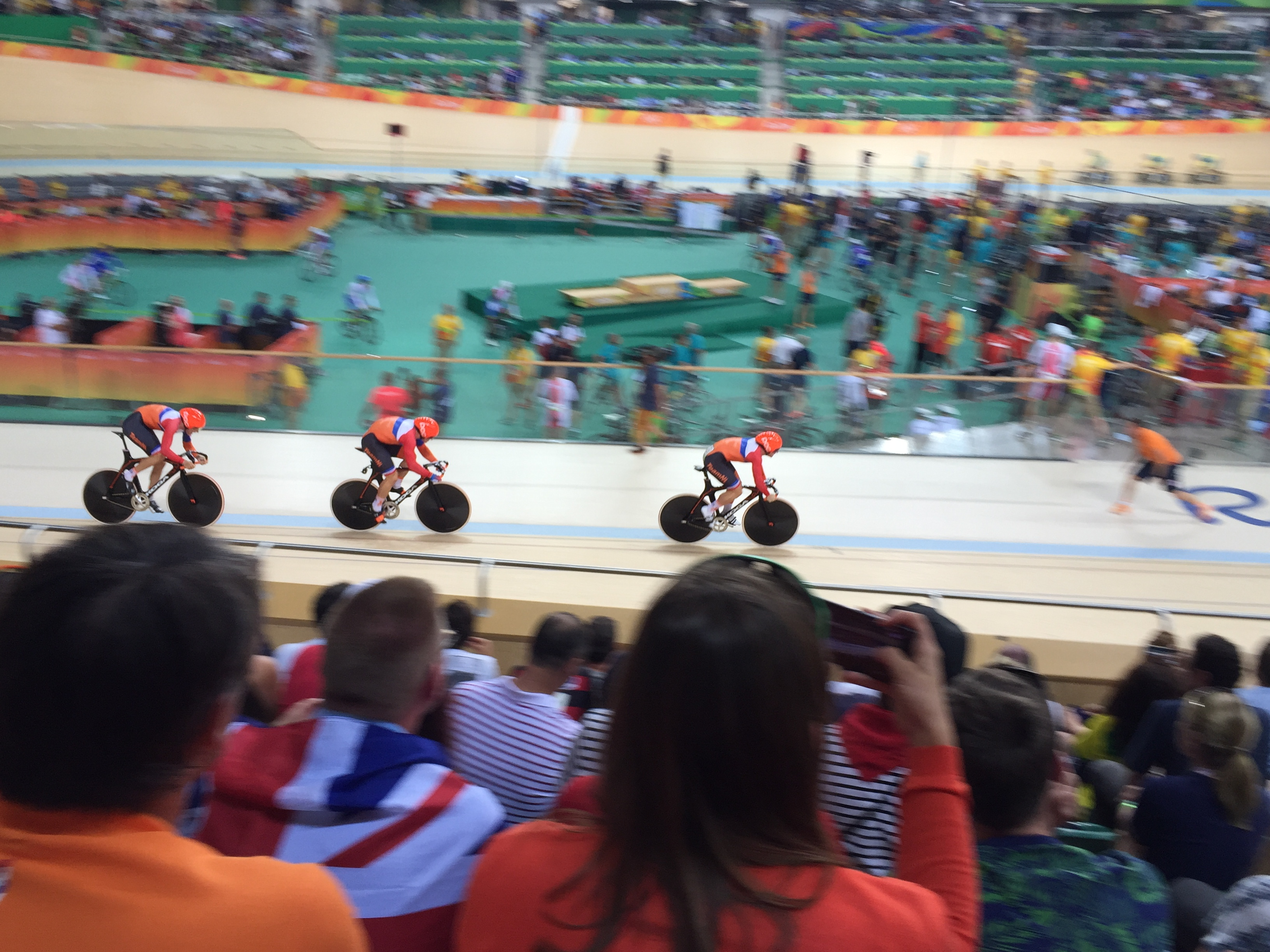
Equipe dos Países Baixos durante uma tomada de tempo.

A prova de velocidade por equipes masculino do ciclismo nos Jogos Olímpicos de Verão de 2016 foi disputada no dia 11 de agosto no Velódromo Municipal do Rio.

## Calendário
Horário local (UTC-3)
| Dia          | Horário | Fase          |
| ------------ | ------- | ------------- |
| 11 de agosto | 16:00   | Qualificação  |
| 11 de agosto | 17:00   | Primeira fase |
| 11 de agosto | 18:15   | Final         |

## Medalhistas
|  | GBR Grã-Bretanha                         |  | NZL Nova Zelândia                        |  | FRA França                                      |
|  | Philip Hindes Jason Kenny Callum Skinner |  | Eddie Dawkins Ethan Mitchell Sam Webster |  | Grégory Baugé Michaël D'Almeida François Pervis |

## Resultados

### Qualificação
As oito equipas mais rápidas se qualificam para a primeira fase.
| Pos. | CON               | Ciclistas                                        | Resultado | Notas   |
| ---- | ----------------- | ------------------------------------------------ | --------- | ------- |
| 1    | GBR Grã-Bretanha  | Philip Hindes Jason Kenny Callum Skinner         | 42.562    | Q,      |
| 2    | NZL Nova Zelândia | Eddie Dawkins Ethan Mitchell Sam Webster         | 42.673    | Q       |
| 3    | AUS Austrália     | Patrick Constable Matthew Glaetzer Nathan Hart   | 43.158    | Q       |
| 4    | FRA França        | Grégory Baugé Michaël D'Almeida François Pervis  | 43.185    | Q       |
| 5    | POL Polônia       | Rafał Sarnecki Damian Zieliński Krzysztof Maksel | 43.297    | Q       |
| 6    | NED Países Baixos | Jeffrey Hoogland Theo Bos Matthijs Büchli        | 43.688    | Q       |
| 7    | GER Alemanha      | René Enders Joachim Eilers Maximilian Levy       | 43.711    | Q       |
| 8    | VEN Venezuela     | César Marcano Hersony Canelón Ángel Pulgar       | 44.263    | Q       |
| 9    | KOR Coreia do Sul | Son Je-yong Im Chae-bin Kang Dong-jin            | 44.422    | REL [A] |

- A  Coreia do Sul foi desclassificada por violar o artigo 3.2.153.[2]

### Primeira fase
O alinhamento dos grupos foi realizado da seguinte maneira:
- Bateria 1 - 4º x 5º qualificado
- Bateria 2 - 3º x 6º qualificado
- Bateria 3 - 2º x 7º qualificado
- Bateria 4 - 1º x 8º qualificado

Os vencedores de cada bateria são classificados no tempo, a partir do qual os dois melhores disputam a medalha de ouro, e os outros dois melhores disputam a medalha de bronze.
| Pos. | Bateria | CON               | Ciclistas                                         | Resultado | Notas |
| ---- | ------- | ----------------- | ------------------------------------------------- | --------- | ----- |
| 1    | 3       | NZL Nova Zelândia | Eddie Dawkins Ethan Mitchell Sam Webster          | 42.535    | Q,    |
| 2    | 4       | GBR Grã-Bretanha  | Philip Hindes Jason Kenny Callum Skinner          | 42.640    | Q     |
| 3    | 1       | FRA França        | Grégory Baugé Michaël D'Almeida François Pervis   | 43.153    | Q     |
| 4    | 2       | AUS Austrália     | Patrick Constable Matthew Glaetzer Nathan Hart    | 43.166    | Q     |
| 5    | 3       | GER Alemanha      | René Enders Joachim Eilers Maximilian Levy        | 43.455    |       |
| 6    | 2       | NED Países Baixos | Nils van 't Hoenderdaal Jeffrey Hoogland Theo Bos | 43.552    |       |
| 7    | 1       | POL Polônia       | Rafał Sarnecki Damian Zieliński Krzysztof Maksel  | 43.555    |       |
| 8    | 4       | VEN Venezuela     | César Marcano Hersony Canelón Ángel Pulgar        | 44.486    |       |

### Final
| Pos.                | CON               | Ciclistas                                       | Resultado | Notas            |
| ------------------- | ----------------- | ----------------------------------------------- | --------- | ---------------- |
| Disputa pelo bronze |                   |                                                 |           |                  |
| Medalha de bronze   | FRA França        | Grégory Baugé Michaël D'Almeida François Pervis | 43.143    |                  |
| 4                   | AUS Austrália     | Patrick Constable Matthew Glaetzer Nathan Hart  | 43.298    |                  |
| Disputa pelo ouro   |                   |                                                 |           |                  |
| Medalha de ouro     | GBR Grã-Bretanha  | Philip Hindes Jason Kenny Callum Skinner        | 42.440    | Recorde olímpico |
| Medalha de prata    | NZL Nova Zelândia | Eddie Dawkins Ethan Mitchell Sam Webster        | 42.542    |                  |